# Kaiserlich-Königlicher Orden vom Weißen Adler

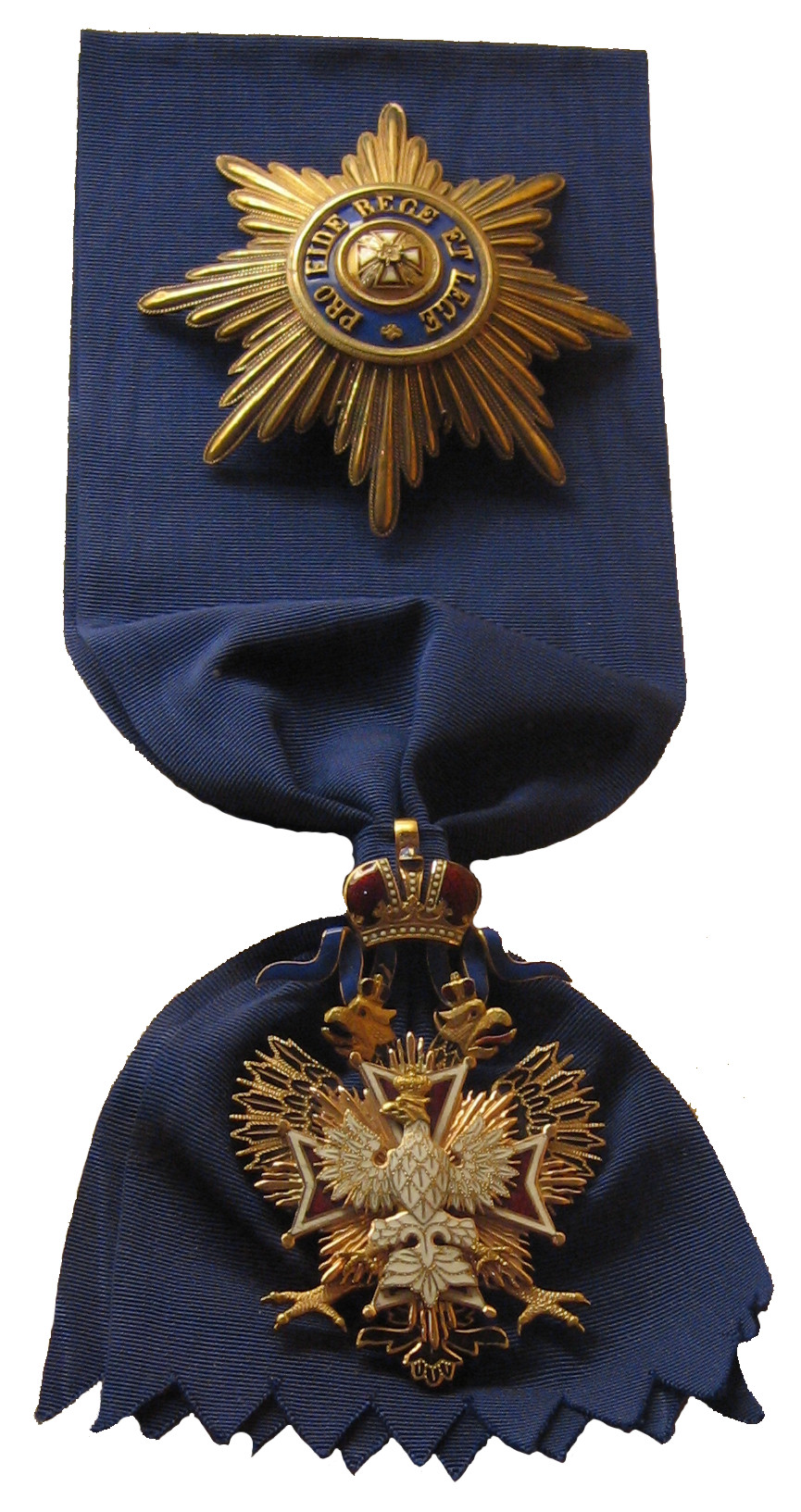
Bruststern und Ordenszeichen

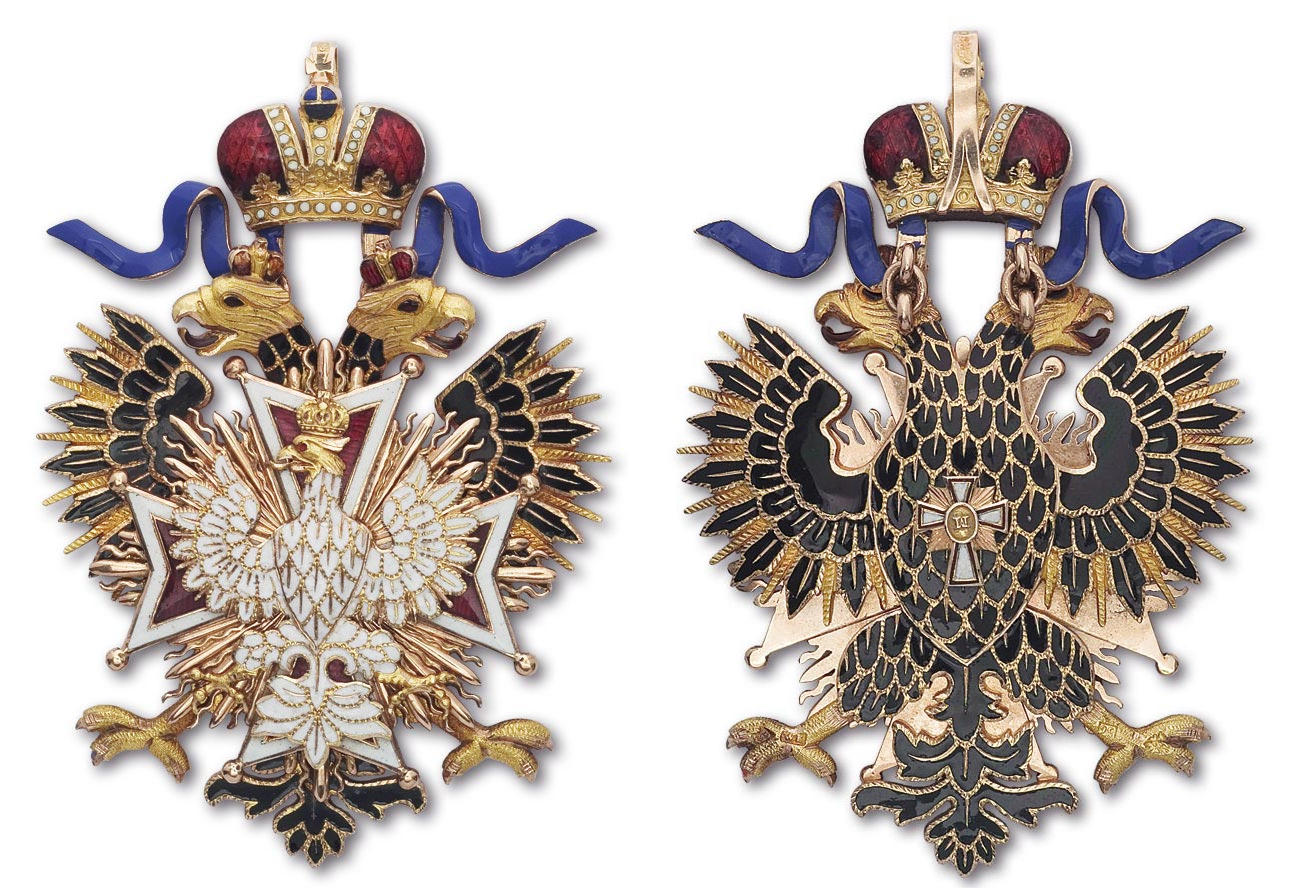
Ordenszeichen

Der Kaiserlich-Königliche Orden vom Weißen Adler (russisch Императорский и Царский орден Белого орла) war ein kaiserlich-russischer Orden. Er wurde nach dem Novemberaufstand 1831 eingeführt und bestand bis zur Februarrevolution 1917.

## Geschichte
Der Orden des Weißen Adlers wurde 1705 von dem in Bedrängnis geratenen König August dem Starken nach dem Vorbild des Schwarzen Adlerordens gegründet und nach der Niederlage des polnischen Novemberaufstandes von 1831 von Kaiser Nikolaus I. dem russischen Ordenssystem einverleibt (russisch Орденъ Белого орла Orden Belogo orla). Er war der dritthöchste kaiserlich-russische Orden und kam im Rang nach dem Orden des Heiligen Andreas und dem Alexander-Newski-Orden, im Zeremoniell jedoch noch nach den Damen des Katharinenordens und den Rittern I. Klasse des Georgs- und des Wladimirordens. Der Orden wurde vom Sankt Petersburger Juwelier Keibel hergestellt.

## Ordensdekoration
Das rotemaillierte Ordenskreuz mit dem weißen polnischen Adler wurde beibehalten, jedoch auf den ausgebreiteten schwarz emaillierten doppelköpfigen Zarenadler mit goldenen Schnabeln und Klauen gelegt, der nach dem Muster des Ordens des Heiligen Andreas des Erstberufenen ausgearbeitet war. Das Ordenszeichen hing an einer rot emaillierten Zarenkrone. Um 1855 schuf man auch eine Militärklasse mit Schwertern: im Falle des Weißen Adlers waren es zwei gekreuzte goldene Schwerter, die unter der Zarenkrone hingen und von einem blauen emaillierten Band umgeben waren.
Der achtstrahlige Ordensstern war aus Gold, mit einem runden emaillierten Medaillon in der Mitte, inmitten des Medaillons ein kleines rot emailliertes Ordenskreuz, von der goldenen Ordensdevise Pro fide, rege et lege („Für Glauben, König und Gesetz“) im blauen Feld umgeben. Im Falle der Militärklasse waren dem Medaillon zwei gekreuzte silberne Schwerter unterlegt. Als besondere Auszeichnung wurden sowohl das Ordenskreuz wie der Bruststern mit Brillanten vergeben. Die Schärpe war dunkelblau und der Orden wurde von der linken Schulter zur rechten Hüfte getragen.